# Distrito de Chikkaballapur
Chikkaballapur es un distrito de India, en el estado de Karnataka . 
Comprende una superficie de 4 209 km².
El centro administrativo es la ciudad de Chikkaballapur. Dentro del distrito también se encuentra la ciudad de Bagepalli.

## Demografía
Según censo 2011 contaba con una población total de 1 254 377 habitantes.